# Rolf Geiger (Chemiker)
Rolf Geiger (* 22. Juli 1923 in Bodman-Ludwigshafen; † 1. September 1988) war ein deutscher Chemiker. Er war fast zwanzig Jahre Leiter der Peptidgruppe in der Pharmaforschung bei der Hoechst AG in Frankfurt, die er 1969 gründete, und war Honorarprofessor an der Johann Wolfgang Goethe-Universität Frankfurt am Main.
Für Arbeiten zu industriellen Peptidsynthesen – insbesondere von Insulin –  erhielt er 1988 die Emil-Fischer-Medaille. Der Durchbruch bei der industriellen semisynthetischen Insulinherstellung gelang ihm und Rainer Obermeier Mitte der 1970er Jahre, als sie Schweineinsulin durch Austausch einer Aminosäure in menschliches Insulin umwandelten. 1983 kam das Produkt auf den Markt (siehe Insulinpräparate). Ende der 1970er Jahre begann aber auch bereits die Entwicklung gentechnisch hergestellten Insulins bei Genentech und Hoechst.
Er studierte an der Universität Tübingen und wurde 1956 an der TU Berlin bei Friedrich Weygand promoviert. 1957 ging er in die Peptidforschung zu Hoechst in Frankfurt.